# Lunca Veche, Vaslui
Lunca Veche este un sat în comuna Lunca Banului din județul Vaslui, Moldova, România.